# Adebayo Adigun
Adebayo Adigun (sinh ngày 15 tháng 11 năm 1990) là một cầu thủ bóng đá người Nigeria.

## Sự nghiệp câu lạc bộ
Adebayo Adigun đã từng chơi cho Kashiwa Reysol và Tokyo Verdy.